# Yana (jezična porodica)
Yanan je malena indijanska jezična porodica, član Velike porodice Hokan. Jezici ove porodice govorili su se u sjevernoj Kaliforniji od plemena Yana (zvani i Noje ili Nozi) i Yahi. Posljednji punokrvi Yana (iz plemena Yahi) umro je u ranom 20. stoljeću. Miješanih potomaka imaju u Reddingu i Round Mountainu u Kaliforniji. Jezik je izumro.
Pravi Yana Indijanci (bez Yahija) dijelili su se na 3 skupine: Northern na Montgomery Creeku; Central na Cow Creek i Bear Creek; i Southern na Battle, Payne i Antelope Creeku. 

## Vanjske poveznice
- Ethnologue (14th)
- MultiTree
- Yanan Family